# ATP World Tour 2014
L'ATP World Tour 2014 è un insieme di tornei organizzati dall'ATP divisi in quattro categorie: tornei del Grande Slam, Masters 1000, 500 e 250. A questi si aggiungono anche la Coppa Davis, l'ATP World Tour Finals e la Hopman Cup che, insieme agli Slam, sono organizzati dalla ITF.

## Calendario
L'ATP ha pubblicato il calendario relativo ai tornei del 2014 il 21 gennaio 2013.
Legenda
| Grande Slam                 |
| ATP World Tour Finals       |
| ATP World Tour Masters 1000 |
| ATP World Tour 500          |
| ATP World Tour 250          |
| Evento a squadre            |

### Gennaio
| Settimana             | Torneo | Campioni | Finalisti                                                                                    | Semifinalisti                                  | Eliminati ai quarti di finale                                        |
| --------------------- | --- | --- | -------------------------------------------------------------------------------------------- | ---------------------------------------------- | -------------------------------------------------------------------- |
| 30 dicembre           | Hopman Cup 2014 Perth, Australia Torneo a squadre misto 1 000 000 A$ - Cemento indoor - 8 squadre (RR) | Francia 2-1 | Polonia                                                                                      | Round Robin (Gruppo A) Canada Italia Australia | Round Robin (Gruppo B) Rep. Ceca Stati Uniti Spagna                  |
| 30 dicembre           | Brisbane International 2014 Brisbane, Australia ATP World Tour 250 511 825 $ - Cemento - 28S/32Q/16D Singolare - Doppio | Lleyton Hewitt 6-1, 4-6, 6-3 | Roger Federer                                                                                | Jérémy Chardy Kei Nishikori                    | Marinko Matosevic Samuel Groth Marius Copil Marin Čilić              |
| 30 dicembre           | Brisbane International 2014 Brisbane, Australia ATP World Tour 250 511 825 $ - Cemento - 28S/32Q/16D Singolare - Doppio | Mariusz Fyrstenberg Daniel Nestor 6(4)–7, 6-4, [10-7]                                                                             | Juan Sebastián Cabal Robert Farah                                                            | Jérémy Chardy Kei Nishikori                    | Marinko Matosevic Samuel Groth Marius Copil Marin Čilić              |
| 30 dicembre           | Aircel Chennai Open 2014 Chennai, India ATP World Tour 250 459 140 $ - Cemento - 28S/32Q/16D Singolare - Doppio | Stan Wawrinka 7-5, 6-2 | Édouard Roger-Vasselin                                                                       | Vasek Pospisil Marcel Granollers               | Aljaž Bedene Yuki Bhambri Benoît Paire Dudi Sela                     |
| 30 dicembre           | Aircel Chennai Open 2014 Chennai, India ATP World Tour 250 459 140 $ - Cemento - 28S/32Q/16D Singolare - Doppio | Johan Brunström Frederik Nielsen 6-2, 4-6, [10-7]                                                                                 | Marin Draganja Mate Pavić                                                                    | Vasek Pospisil Marcel Granollers               | Aljaž Bedene Yuki Bhambri Benoît Paire Dudi Sela                     |
| 30 dicembre           | Qatar ExxonMobil Open 2014 Doha, Qatar ATP World Tour 250 1 195 500 $ - Cemento - 32S/32Q/16D Singolare - Doppio | Rafael Nadal 6-1, 6(5)–7, 6-2 | Gaël Monfils                                                                                 | Peter Gojowczyk Florian Mayer                  | Ernests Gulbis Dustin Brown Victor Hănescu Daniel Brands             |
| 30 dicembre           | Qatar ExxonMobil Open 2014 Doha, Qatar ATP World Tour 250 1 195 500 $ - Cemento - 32S/32Q/16D Singolare - Doppio | Tomáš Berdych Jan Hájek 6-4, 6-2                                                                                                  | Alexander Peya Bruno Soares                                                                  | Peter Gojowczyk Florian Mayer                  | Ernests Gulbis Dustin Brown Victor Hănescu Daniel Brands             |
| 6 gennaio             | Apia International Sydney 2014 Sydney, Australia ATP World Tour 250 511 825 $ - Cemento - 28S/32Q/16D Singolare - Doppio | Juan Martín del Potro 6-3, 6-1 | Bernard Tomić                                                                                | Dmitrij Tursunov Serhij Stachovs'kyj           | Radek Štěpánek Denis Istomin Marinko Matosevic Aleksandr Dolhopolov  |
| 6 gennaio             | Apia International Sydney 2014 Sydney, Australia ATP World Tour 250 511 825 $ - Cemento - 28S/32Q/16D Singolare - Doppio | Daniel Nestor Nenad Zimonjić 7–6(3), 7–6(3)                                                                                       | Rohan Bopanna Aisam-ul-Haq Qureshi                                                           | Dmitrij Tursunov Serhij Stachovs'kyj           | Radek Štěpánek Denis Istomin Marinko Matosevic Aleksandr Dolhopolov  |
| 6 gennaio             | Heineken Open 2014 Auckland, Nuova Zelanda ATP World Tour 250 514 345 $ - Cemento - 28S/32Q/16D Singolare - Doppio | John Isner 7–6(4), 7–6(7) | Lu Yen-hsun                                                                                  | David Ferrer Roberto Bautista Agut             | Guillermo García López Steve Johnson Philipp Kohlschreiber Jack Sock |
| 6 gennaio             | Heineken Open 2014 Auckland, Nuova Zelanda ATP World Tour 250 514 345 $ - Cemento - 28S/32Q/16D Singolare - Doppio | Julian Knowle Marcelo Melo 4-6, 6-3, [10-5]                                                                                       | Alexander Peya Bruno Soares                                                                  | David Ferrer Roberto Bautista Agut             | Guillermo García López Steve Johnson Philipp Kohlschreiber Jack Sock |
| 13 gennaio 26 gennaio | Australian Open 2014 Melbourne, Australia Grande Slam 16 000 000 A$ - Cemento - 128S/128Q/64D/32X Singolare - Doppio - Doppio misto | Stan Wawrinka 6-3, 6-2, 3-6, 6-3                                                                                                  | Rafael Nadal                                                                                 | Roger Federer Tomáš Berdych                    | Grigor Dimitrov Andy Murray David Ferrer Novak Đoković               |
| 13 gennaio 26 gennaio | Australian Open 2014 Melbourne, Australia Grande Slam 16 000 000 A$ - Cemento - 128S/128Q/64D/32X Singolare - Doppio - Doppio misto | Łukasz Kubot Robert Lindstedt 6-3, 6-3                                                                                            | Eric Butorac Raven Klaasen                                                                   | Roger Federer Tomáš Berdych                    | Grigor Dimitrov Andy Murray David Ferrer Novak Đoković               |
| 13 gennaio 26 gennaio | Australian Open 2014 Melbourne, Australia Grande Slam 16 000 000 A$ - Cemento - 128S/128Q/64D/32X Singolare - Doppio - Doppio misto | Kristina Mladenovic Daniel Nestor 6-3, 6-2                                                                                        | Sania Mirza Horia Tecău                                                                      | Roger Federer Tomáš Berdych                    | Grigor Dimitrov Andy Murray David Ferrer Novak Đoković               |
| 27 gennaio            | Coppa Davis 2014 Primo turno Ostrava, Rep. Ceca - Cemento (i) Tokyo, Giappone - Cemento (i) Francoforte, Germania - Cemento (i) Roche sur Yon, Francia - Terra rossa (i) San Diego, USA - Terra rossa Mar del Plata, Argentina - Terra rossa Astana, Kazakistan - Cemento (i) Novi Sad, Serbia - Cemento (i) | Vincenti Primo turno Rep. Ceca 3-2 Giappone 4-1 Germania 4-1 Francia 5-0 Gran Bretagna 3-1 Italia 3-1 Kazakistan 3-2 Svizzera 3-2 | Perdenti Primo turno Paesi Bassi Canada Spagna Australia Stati Uniti Argentina Belgio Serbia |                                                |                                                                      |

### Febbraio
| Settimana   | Torneo | Campioni                                                     | Finalisti                         | Semifinalisti                       | Eliminati ai quarti di finale                                          |
| ----------- | --- | ------------------------------------------------------------ | --------------------------------- | ----------------------------------- | ---------------------------------------------------------------------- |
| 3 febbraio  | Open Sud de France 2014 Montpellier, Francia ATP World Tour 250 485 760 € - Cemento indoor - 28S/32Q/16D Singolare - Doppio                                  | Gaël Monfils 6-4, 6-4                                        | Richard Gasquet                   | Jerzy Janowicz Jarkko Nieminen      | Albano Olivetti Édouard Roger-Vasselin Denis Istomin Marc Gicquel      |
| 3 febbraio  | Open Sud de France 2014 Montpellier, Francia ATP World Tour 250 485 760 € - Cemento indoor - 28S/32Q/16D Singolare - Doppio                                  | Nikolaj Davydenko Denis Istomin 6-4, 1-6, [10-7]             | Marc Gicquel Nicolas Mahut        | Jerzy Janowicz Jarkko Nieminen      | Albano Olivetti Édouard Roger-Vasselin Denis Istomin Marc Gicquel      |
| 3 febbraio  | PBZ Zagreb Indoors 2014 Zagabria, Croazia ATP World Tour 250 485 760 € - Cemento indoor - 28S/32Q/16D Singolare - Doppio                                     | Marin Čilić 6-3, 6-4                                         | Tommy Haas                        | Daniel Evans Björn Phau             | Andrej Kuznecov Philipp Kohlschreiber Ivan Dodig Dudi Sela             |
| 3 febbraio  | PBZ Zagreb Indoors 2014 Zagabria, Croazia ATP World Tour 250 485 760 € - Cemento indoor - 28S/32Q/16D Singolare - Doppio                                     | Jean-Julien Rojer Horia Tecău 3-6, 6-4, [10-2]               | Philipp Marx Michal Mertiňák      | Daniel Evans Björn Phau             | Andrej Kuznecov Philipp Kohlschreiber Ivan Dodig Dudi Sela             |
| 3 febbraio  | Royal Guard Open Chile 2014 Viña del Mar, Cile ATP World Tour 250 485 760 $ - Terra rossa - 28S/32Q/16D Singolare - Doppio                                   | Fabio Fognini 6-2, 6-4                                       | Leonardo Mayer                    | Nicolás Almagro Santiago Giraldo    | Jérémy Chardy Tarō Daniel Guillermo García López D Gimeno Traver       |
| 3 febbraio  | Royal Guard Open Chile 2014 Viña del Mar, Cile ATP World Tour 250 485 760 $ - Terra rossa - 28S/32Q/16D Singolare - Doppio                                   | Oliver Marach Florin Mergea 6-3, 6-4                         | Juan Sebastián Cabal Robert Farah | Nicolás Almagro Santiago Giraldo    | Jérémy Chardy Tarō Daniel Guillermo García López D Gimeno Traver       |
| 10 febbraio | Rotterdam Open 2014 Rotterdam, Paesi Bassi ATP World Tour 500 1 575 875 € - Cemento indoor - 32S/16Q/16D Singolare - Doppio                                  | Tomáš Berdych 6-4, 6-2                                       | Marin Čilić                       | Ernests Gulbis Igor Sijsling        | Juan Martín del Potro Jerzy Janowicz Philipp Kohlschreiber Andy Murray |
| 10 febbraio | Rotterdam Open 2014 Rotterdam, Paesi Bassi ATP World Tour 500 1 575 875 € - Cemento indoor - 32S/16Q/16D Singolare - Doppio                                  | Michaël Llodra Nicolas Mahut 6-2, 7–6(4)                     | Jean-Julien Rojer Horia Tecău     | Ernests Gulbis Igor Sijsling        | Juan Martín del Potro Jerzy Janowicz Philipp Kohlschreiber Andy Murray |
| 10 febbraio | U.S. National Indoor Tennis Championships 2014 Memphis, Stati Uniti d'America ATP World Tour 250 647 675 $ - Cemento indoor - 28S/32Q/16D Singolare - Doppio | Kei Nishikori 6-4, 7-6(0)                                    | Ivo Karlović                      | Michael Russell Lu Yen-hsun         | Alex Bogomolov Jr. Lleyton Hewitt Alex Kuznetsov Jack Sock             |
| 10 febbraio | U.S. National Indoor Tennis Championships 2014 Memphis, Stati Uniti d'America ATP World Tour 250 647 675 $ - Cemento indoor - 28S/32Q/16D Singolare - Doppio | Eric Butorac Raven Klaasen 6-4, 6-4                          | Bob Bryan Mike Bryan              | Michael Russell Lu Yen-hsun         | Alex Bogomolov Jr. Lleyton Hewitt Alex Kuznetsov Jack Sock             |
| 10 febbraio | Copa Claro 2014 Buenos Aires, Argentina ATP World Tour 250 567 760 $ - Terra rossa - 32S/32Q/16D Singolare - Doppio                                          | David Ferrer 6-4, 6-3                                        | Fabio Fognini                     | Nicolás Almagro Tommy Robredo       | Robin Haase Pablo Andújar Albert Ramos Viñolas Jérémy Chardy           |
| 10 febbraio | Copa Claro 2014 Buenos Aires, Argentina ATP World Tour 250 567 760 $ - Terra rossa - 32S/32Q/16D Singolare - Doppio                                          | Marcel Granollers Marc López 7-5, 6-4                        | Pablo Cuevas Horacio Zeballos     | Nicolás Almagro Tommy Robredo       | Robin Haase Pablo Andújar Albert Ramos Viñolas Jérémy Chardy           |
| 17 febbraio | Rio Open 2014 Rio de Janeiro, Brasile ATP World Tour 500 1 454 365 $ - Terra rossa - 32S/16Q/16D Singolare - Doppio                                          | Rafael Nadal 6-3, 7–6(3)                                     | Aleksandr Dolhopolov              | Pablo Andújar David Ferrer          | João Sousa Tommy Robredo Fabio Fognini Thomaz Bellucci                 |
| 17 febbraio | Rio Open 2014 Rio de Janeiro, Brasile ATP World Tour 500 1 454 365 $ - Terra rossa - 32S/16Q/16D Singolare - Doppio                                          | Juan Sebastián Cabal Robert Farah 6-4, 6-2                   | David Marrero Marcelo Melo        | Pablo Andújar David Ferrer          | João Sousa Tommy Robredo Fabio Fognini Thomaz Bellucci                 |
| 17 febbraio | Open 13 2014 Marsiglia, Francia ATP World Tour 250 621 560 € - Cemento indoor - 28S/32Q/16D Singolare - Doppio                                               | Ernests Gulbis 7–6(5), 6-4                                   | Jo-Wilfried Tsonga                | Richard Gasquet Jan-Lennard Struff  | Ivan Dodig Nicolas Mahut Michaël Llodra Édouard Roger-Vasselin         |
| 17 febbraio | Open 13 2014 Marsiglia, Francia ATP World Tour 250 621 560 € - Cemento indoor - 28S/32Q/16D Singolare - Doppio                                               | Julien Benneteau Édouard Roger-Vasselin 4-6, 7–6(6), [13-11] | Paul Hanley Jonathan Marray       | Richard Gasquet Jan-Lennard Struff  | Ivan Dodig Nicolas Mahut Michaël Llodra Édouard Roger-Vasselin         |
| 17 febbraio | Delray Beach Open 2014 Delray Beach, Stati Uniti d'America ATP World Tour 250 539 730 $ - Cemento - 32S/32Q/16D Singolare - Doppio                           | Marin Čilić 7–6(6), 6(7)–7, 6-4                              | Kevin Anderson                    | Steve Johnson John Isner            | Feliciano López Marinko Matosevic Tejmuraz Gabašvili Rhyne Williams    |
| 17 febbraio | Delray Beach Open 2014 Delray Beach, Stati Uniti d'America ATP World Tour 250 539 730 $ - Cemento - 32S/32Q/16D Singolare - Doppio                           | Bob Bryan Mike Bryan 6-2, 6-3                                | František Čermák Michail Elgin    | Steve Johnson John Isner            | Feliciano López Marinko Matosevic Tejmuraz Gabašvili Rhyne Williams    |
| 24 febbraio | Dubai Tennis Championships 2014 Dubai, Emirati Arabi Uniti ATP World Tour 500 2 359 935 $ - Cemento - 32S/16Q/16D Singolare - Doppio                         | Roger Federer 3-6, 6-4, 6-3                                  | Tomáš Berdych                     | Novak Đoković Philipp Kohlschreiber | Michail Južnyj Lukáš Rosol Jo-Wilfried Tsonga Malek Jaziri             |
| 24 febbraio | Dubai Tennis Championships 2014 Dubai, Emirati Arabi Uniti ATP World Tour 500 2 359 935 $ - Cemento - 32S/16Q/16D Singolare - Doppio                         | Rohan Bopanna Aisam-ul-Haq Qureshi 6-4, 6-3                  | Daniel Nestor Nenad Zimonjić      | Novak Đoković Philipp Kohlschreiber | Michail Južnyj Lukáš Rosol Jo-Wilfried Tsonga Malek Jaziri             |
| 24 febbraio | Abierto Mexicano de Tenis 2014 Acapulco, Messico ATP World Tour 500 1 454 365 $ - Cemento - 32S/16Q/16D Singolare - Doppio                                   | Grigor Dimitrov 7-6(1), 3-6, 7–6(5)                          | Kevin Anderson                    | Aleksandr Dolhopolov Andy Murray    | David Ferrer Ivo Karlović Ernests Gulbis Gilles Simon                  |
| 24 febbraio | Abierto Mexicano de Tenis 2014 Acapulco, Messico ATP World Tour 500 1 454 365 $ - Cemento - 32S/16Q/16D Singolare - Doppio                                   | Kevin Anderson Matthew Ebden 6-3, 6-3                        | Feliciano López Maks Mirny        | Aleksandr Dolhopolov Andy Murray    | David Ferrer Ivo Karlović Ernests Gulbis Gilles Simon                  |
| 24 febbraio | Brasil Open 2014 San Paolo, Brasile ATP World Tour 250 539 730 $ - Terra rossa indoor - 28S/32Q/16D Singolare - Doppio                                       | Federico Delbonis 4-6, 6-3, 6-4                              | Paolo Lorenzi                     | Tommy Haas Thomaz Bellucci          | Horacio Zeballos Juan Mónaco Martin Kližan Albert Montañés             |
| 24 febbraio | Brasil Open 2014 San Paolo, Brasile ATP World Tour 250 539 730 $ - Terra rossa indoor - 28S/32Q/16D Singolare - Doppio                                       | Guillermo García López Philipp Oswald 5-7, 6-4, [15-13]      | Juan Sebastián Cabal Robert Farah | Tommy Haas Thomaz Bellucci          | Horacio Zeballos Juan Mónaco Martin Kližan Albert Montañés             |

### Marzo
| Settimana         | Torneo | Campioni                                                                    | Finalisti                                                          | Semifinalisti                   | Eliminati ai quarti di finale                               |
| ----------------- | --- | --------------------------------------------------------------------------- | ------------------------------------------------------------------ | ------------------------------- | ----------------------------------------------------------- |
| 3 marzo 10 marzo  | Indian Wells Open 2014 Indian Wells, Stati Uniti ATP World Tour Masters 1000 6 120 968 $ - Cemento - 96S/48Q/32D Singolare - Doppio                       | Novak Đoković 3-6, 6-3, 7–6(3)                                              | Roger Federer                                                      | Aleksandr Dolhopolov John Isner | Milos Raonic Kevin Anderson Ernests Gulbis Julien Benneteau |
| 3 marzo 10 marzo  | Indian Wells Open 2014 Indian Wells, Stati Uniti ATP World Tour Masters 1000 6 120 968 $ - Cemento - 96S/48Q/32D Singolare - Doppio                       | Bob Bryan Mike Bryan 6-4, 6-3                                               | Alexander Peya Bruno Soares                                        | Aleksandr Dolhopolov John Isner | Milos Raonic Kevin Anderson Ernests Gulbis Julien Benneteau |
| 17 marzo 24 marzo | Miami Open 2014 Miami, Stati Uniti ATP World Tour Masters 1000 5 649 405 $ - Cemento - 96S/48Q/32D Singolare - Doppio                                     | Novak Đoković 6-3, 6-3                                                      | Rafael Nadal                                                       | Tomáš Berdych Kei Nishikori     | Milos Raonic Aleksandr Dolhopolov Roger Federer Andy Murray |
| 17 marzo 24 marzo | Miami Open 2014 Miami, Stati Uniti ATP World Tour Masters 1000 5 649 405 $ - Cemento - 96S/48Q/32D Singolare - Doppio                                     | Bob Bryan Mike Bryan 7–6(8), 6-4                                            | Juan Sebastián Cabal Robert Farah                                  | Tomáš Berdych Kei Nishikori     | Milos Raonic Aleksandr Dolhopolov Roger Federer Andy Murray |
| 31 marzo          | Coppa Davis 2014 Quarti di finale Tokyo, Giappone - Cemento (i) Nancy, Francia - Cemento (i) Napoli, Italia - Terra rossa Ginevra, Svizzera - Cemento (i) | Vincenti quarti di finale Rep. Ceca 5-0 Francia 3-2 Italia 3-2 Svizzera 3-2 | Perdenti quarti di finale Giappone Germania Regno Unito Kazakistan |                                 |                                                             |

### Aprile
| Settimana | Torneo | Campioni                                        | Finalisti                            | Semifinalisti                             | Eliminati ai quarti di finale                                       |
| --------- | --- | ----------------------------------------------- | ------------------------------------ | ----------------------------------------- | ------------------------------------------------------------------- |
| 7 aprile  | U.S. Men's Clay Court Championships 2014 Houston, Stati Uniti d'America ATP World Tour 250 539 730 $ - Terra rossa - 28S/32Q/16D Singolare - Doppio | Fernando Verdasco 6-3, 7–6(4)                   | Nicolás Almagro                      | Sam Querrey Santiago Giraldo              | Dustin Brown Jack Sock Donald Young Alejandro González              |
| 7 aprile  | U.S. Men's Clay Court Championships 2014 Houston, Stati Uniti d'America ATP World Tour 250 539 730 $ - Terra rossa - 28S/32Q/16D Singolare - Doppio | Bob Bryan Mike Bryan 4-6, 6-4, [11-9]           | David Marrero Fernando Verdasco      | Sam Querrey Santiago Giraldo              | Dustin Brown Jack Sock Donald Young Alejandro González              |
| 7 aprile  | Grand Prix Hassan II 2014 Casablanca, Marocco ATP World Tour 250 485 760 € - Terra rossa - 28S/32Q/16D Singolare - Doppio                           | Guillermo García López 5-7, 6-4, 6-3            | Marcel Granollers                    | Federico Delbonis Roberto Carballés Baena | Victor Hănescu Pablo Carreño Busta Benoît Paire Andrej Kuznecov     |
| 7 aprile  | Grand Prix Hassan II 2014 Casablanca, Marocco ATP World Tour 250 485 760 € - Terra rossa - 28S/32Q/16D Singolare - Doppio                           | Jean-Julien Rojer Horia Tecău 6-2, 6-2          | Tomasz Bednarek Lukáš Dlouhý         | Federico Delbonis Roberto Carballés Baena | Victor Hănescu Pablo Carreño Busta Benoît Paire Andrej Kuznecov     |
| 14 aprile | Monte Carlo Masters 2014 Monte Carlo, Principato di Monaco ATP World Tour Masters 1000 3 452 415 € - Terra rossa - 56S/28Q/24D Singolare - Doppio   | Stan Wawrinka 4-6, 7–6(5), 6-2                  | Roger Federer                        | Novak Đoković David Ferrer                | Rafael Nadal Milos Raonic Jo-Wilfried Tsonga Guillermo García López |
| 14 aprile | Monte Carlo Masters 2014 Monte Carlo, Principato di Monaco ATP World Tour Masters 1000 3 452 415 € - Terra rossa - 56S/28Q/24D Singolare - Doppio   | Bob Bryan Mike Bryan 6-3, 3-6, [10-8]           | Ivan Dodig Marcelo Melo              | Novak Đoković David Ferrer                | Rafael Nadal Milos Raonic Jo-Wilfried Tsonga Guillermo García López |
| 21 aprile | Barcelona Open 2014 Barcellona, Spagna ATP World Tour 500 2 127 035 € - Terra rossa - 48S/28Q/24D Singolare - Doppio                                | Kei Nishikori 6-2, 6-2                          | Santiago Giraldo                     | Nicolás Almagro Ernests Gulbis            | Rafael Nadal Philipp Kohlschreiber Marin Čilić Tejmuraz Gabašvili   |
| 21 aprile | Barcelona Open 2014 Barcellona, Spagna ATP World Tour 500 2 127 035 € - Terra rossa - 48S/28Q/24D Singolare - Doppio                                | Jesse Huta Galung Stéphane Robert 6-3, 6-3      | Daniel Nestor Nenad Zimonjić         | Nicolás Almagro Ernests Gulbis            | Rafael Nadal Philipp Kohlschreiber Marin Čilić Tejmuraz Gabašvili   |
| 21 aprile | Romanian Open 2014 Bucarest, Romania ATP World Tour 250 485 760 € - Terra rossa - 28S/32Q/16D Singolare - Doppio                                    | Grigor Dimitrov 7–6(2), 6-1                     | Lukáš Rosol                          | Gaël Monfils Robin Haase                  | Serhij Stachovs'kyj Paul-Henri Mathieu Gilles Simon Denis Istomin   |
| 21 aprile | Romanian Open 2014 Bucarest, Romania ATP World Tour 250 485 760 € - Terra rossa - 28S/32Q/16D Singolare - Doppio                                    | Jean-Julien Rojer Horia Tecău 6-4, 6-4          | Mariusz Fyrstenberg Marcin Matkowski | Gaël Monfils Robin Haase                  | Serhij Stachovs'kyj Paul-Henri Mathieu Gilles Simon Denis Istomin   |
| 28 aprile | Internazionali di Tennis di Baviera 2014 Monaco di Baviera, Germania ATP World Tour 250 485 760 € - Terra rossa - 28S/32Q/16D Singolare - Doppio    | Martin Kližan 2-6, 6-1, 6-2                     | Fabio Fognini                        | Jan-Lennard Struff Tommy Haas             | Thomaz Bellucci Ričardas Berankis Denis Istomin Andreas Seppi       |
| 28 aprile | Internazionali di Tennis di Baviera 2014 Monaco di Baviera, Germania ATP World Tour 250 485 760 € - Terra rossa - 28S/32Q/16D Singolare - Doppio    | Jamie Murray John Peers 6-4, 6-2                | Colin Fleming Ross Hutchins          | Jan-Lennard Struff Tommy Haas             | Thomaz Bellucci Ričardas Berankis Denis Istomin Andreas Seppi       |
| 28 aprile | Portugal Open 2014 Oeiras, Portogallo ATP World Tour 250 485 760 € - Terra rossa - 28S/32Q/16D Singolare - Doppio                                   | Carlos Berlocq 0-6, 7-5, 6-1                    | Tomáš Berdych                        | Victor Hănescu Daniel Gimeno Traver       | Leonardo Mayer Gastão Elias Marcel Granollers Milos Raonic          |
| 28 aprile | Portugal Open 2014 Oeiras, Portogallo ATP World Tour 250 485 760 € - Terra rossa - 28S/32Q/16D Singolare - Doppio                                   | Santiago González Scott Lipsky 6-3, 3-6, [10-8] | Pablo Cuevas David Marrero           | Victor Hănescu Daniel Gimeno Traver       | Leonardo Mayer Gastão Elias Marcel Granollers Milos Raonic          |

### Maggio
| Settimana          | Torneo | Campioni                                               | Finalisti                          | Semifinalisti                      | Eliminati ai quarti                                           |
| ------------------ | --- | ------------------------------------------------------ | ---------------------------------- | ---------------------------------- | ------------------------------------------------------------- |
| 5 maggio           | Mutua Madrid Open 2014 Madrid, Spagna ATP World Tour Masters 1000 4 625 835 € - Terra rossa - 56S/28Q/24D Singolare - Doppio     | Rafael Nadal 2-6, 6-4, 3-0 ritirato                    | Kei Nishikori                      | Roberto Bautista Agut David Ferrer | Tomáš Berdych Santiago Giraldo Feliciano López Ernests Gulbis |
| 5 maggio           | Mutua Madrid Open 2014 Madrid, Spagna ATP World Tour Masters 1000 4 625 835 € - Terra rossa - 56S/28Q/24D Singolare - Doppio     | Daniel Nestor Nenad Zimonjić 6-4, 6-2                  | Bob Bryan Mike Bryan               | Roberto Bautista Agut David Ferrer | Tomáš Berdych Santiago Giraldo Feliciano López Ernests Gulbis |
| 12 maggio          | Internazionali d'Italia 2014 Roma, Italia ATP World Tour Masters 1000 3 452 415 € - Terra rossa - 56S/28Q/24D Singolare - Doppio | Novak Đoković 4-6, 6-3, 6-3                            | Rafael Nadal                       | Grigor Dimitrov Milos Raonic       | Andy Murray Tommy Haas Jérémy Chardy David Ferrer             |
| 12 maggio          | Internazionali d'Italia 2014 Roma, Italia ATP World Tour Masters 1000 3 452 415 € - Terra rossa - 56S/28Q/24D Singolare - Doppio | Daniel Nestor Nenad Zimonjić 6-4, 7-6                  | Robin Haase Feliciano López        | Grigor Dimitrov Milos Raonic       | Andy Murray Tommy Haas Jérémy Chardy David Ferrer             |
| 19 maggio          | Düsseldorf Open 2014 Düsseldorf, Germania ATP World Tour 250 485 760 € - Terra rossa - 28S/32Q/16D Singolare - Doppio            | Philipp Kohlschreiber 6-2, 7–6(4)                      | Ivo Karlović                       | Denis Istomin Jiří Veselý          | Mate Delić Andreas Seppi Jürgen Melzer Juan Mónaco            |
| 19 maggio          | Düsseldorf Open 2014 Düsseldorf, Germania ATP World Tour 250 485 760 € - Terra rossa - 28S/32Q/16D Singolare - Doppio            | Santiago González Scott Lipsky 7-5, 4-6, [10-3]        | Martin Emmrich Christopher Kas     | Denis Istomin Jiří Veselý          | Mate Delić Andreas Seppi Jürgen Melzer Juan Mónaco            |
| 19 maggio          | Open de Nice Côte d'Azur 2014 Nizza, Francia ATP World Tour 250 485 760 € - Terra rossa - 28S/32Q/16D Singolare - Doppio         | Ernests Gulbis 6-4, 7–6(5)                             | Federico Delbonis                  | Gilles Simon Albert Montañés       | John Isner Carlos Berlocq Leonardo Mayer Dmitrij Tursunov     |
| 19 maggio          | Open de Nice Côte d'Azur 2014 Nizza, Francia ATP World Tour 250 485 760 € - Terra rossa - 28S/32Q/16D Singolare - Doppio         | Martin Kližan Philipp Oswald 6-2, 6-0                  | Rohan Bopanna Aisam-ul-Haq Qureshi | Gilles Simon Albert Montañés       | John Isner Carlos Berlocq Leonardo Mayer Dmitrij Tursunov     |
| 26 maggio 8 giugno | Open di Francia 2014 Parigi, Francia Grande Slam 16 150 460 € - Terra rossa - 128S/128Q/64D/32X Singolare - Doppio - Misto       | Rafael Nadal 3-6, 7-5, 6-2, 6-4                        | Novak Đoković                      | Andy Murray Ernests Gulbis         | David Ferrer Gaël Monfils Tomáš Berdych Milos Raonic          |
| 26 maggio 8 giugno | Open di Francia 2014 Parigi, Francia Grande Slam 16 150 460 € - Terra rossa - 128S/128Q/64D/32X Singolare - Doppio - Misto       | Julien Benneteau Édouard Roger-Vasselin 6-3, 7-6(1)    | Marcel Granollers Marc López       | Andy Murray Ernests Gulbis         | David Ferrer Gaël Monfils Tomáš Berdych Milos Raonic          |
| 26 maggio 8 giugno | Open di Francia 2014 Parigi, Francia Grande Slam 16 150 460 € - Terra rossa - 128S/128Q/64D/32X Singolare - Doppio - Misto       | Anna-Lena Grönefeld Jean-Julien Rojer 4-6, 6-2, [10-7] | Julia Görges Nenad Zimonjić        | Andy Murray Ernests Gulbis         | David Ferrer Gaël Monfils Tomáš Berdych Milos Raonic          |

### Giugno
| Settimana          | Torneo | Campioni                                               | Finalisti                       | Semifinalisti                       | Eliminati ai quarti                                                 |
| ------------------ | --- | ------------------------------------------------------ | ------------------------------- | ----------------------------------- | ------------------------------------------------------------------- |
| 9 giugno           | Halle Open 2014 Halle, Germania ATP World Tour 250 809 600 € - Erba - 28S/32Q/16D Singolare - Doppio                                   | Roger Federer 7–6(2), 7–6(3)                           | Alejandro Falla                 | Philipp Kohlschreiber Kei Nishikori | Dustin Brown Peter Gojowczyk Steve Johnson Lu Yen-hsun              |
| 9 giugno           | Halle Open 2014 Halle, Germania ATP World Tour 250 809 600 € - Erba - 28S/32Q/16D Singolare - Doppio                                   | Andre Begemann Julian Knowle 1-6, 7-5, [12-10]         | Marco Chiudinelli Roger Federer | Philipp Kohlschreiber Kei Nishikori | Dustin Brown Peter Gojowczyk Steve Johnson Lu Yen-hsun              |
| 9 giugno           | Queen's Club Championships 2014 Londra, Gran Bretagna ATP World Tour 250 809 600 € - Erba - 56S/32Q/24D Singolare - Doppio             | Grigor Dimitrov 6(8)–7, 7-6(1), 7–6(6)                 | Feliciano López                 | Stan Wawrinka Radek Štěpánek        | Kevin Anderson Aleksandr Dolhopolov Tomáš Berdych Marinko Matosevic |
| 9 giugno           | Queen's Club Championships 2014 Londra, Gran Bretagna ATP World Tour 250 809 600 € - Erba - 56S/32Q/24D Singolare - Doppio             | Alexander Peya Bruno Soares 4-6, 7–6(4), [10-4]        | Jamie Murray John Peers         | Stan Wawrinka Radek Štěpánek        | Kevin Anderson Aleksandr Dolhopolov Tomáš Berdych Marinko Matosevic |
| 16 giugno          | Topshelf Open 2014 's-Hertogenbosch, Paesi Bassi ATP World Tour 250 485 760 € - Erba - 32S/32Q/16D Singolare - Doppio                  | Roberto Bautista Agut 2-6, 7–6(2), 6-4                 | Benjamin Becker                 | João Sousa Jürgen Melzer            | Thiemo de Bakker Vasek Pospisil Nicolas Mahut Fernando Verdasco     |
| 16 giugno          | Topshelf Open 2014 's-Hertogenbosch, Paesi Bassi ATP World Tour 250 485 760 € - Erba - 32S/32Q/16D Singolare - Doppio                  | Jean-Julien Rojer Horia Tecău 6-3, 7–6(3)              | Santiago González Scott Lipsky  | João Sousa Jürgen Melzer            | Thiemo de Bakker Vasek Pospisil Nicolas Mahut Fernando Verdasco     |
| 16 giugno          | AEGON International 2014 Eastbourne, Gran Bretagna ATP World Tour 250 485 760 € - Erba - 28S/32Q/16D Singolare - Doppio                | Feliciano López 6-3, 6(5)–7, 7-5                       | Richard Gasquet                 | Denis Istomin Sam Querrey           | Martin Kližan Édouard Roger-Vasselin Jérémy Chardy Julien Benneteau |
| 16 giugno          | AEGON International 2014 Eastbourne, Gran Bretagna ATP World Tour 250 485 760 € - Erba - 28S/32Q/16D Singolare - Doppio                | Treat Conrad Huey Dominic Inglot 7-5, 5-7, [10-8]      | Alexander Peya Bruno Soares     | Denis Istomin Sam Querrey           | Martin Kližan Édouard Roger-Vasselin Jérémy Chardy Julien Benneteau |
| 23 giugno 6 luglio | Torneo di Wimbledon 2014 Londra, Gran Bretagna Grande Slam 11 715 000 £ - Erba 128S/128Q/64D/16Q/48X Singolare - Doppio - Doppio misto | Novak Đoković 6(7)–7, 6-4, 7–6(4), 5-7, 6-4            | Roger Federer                   | Grigor Dimitrov Milos Raonic        | Andy Murray Marin Čilić Stan Wawrinka Nick Kyrgios                  |
| 23 giugno 6 luglio | Torneo di Wimbledon 2014 Londra, Gran Bretagna Grande Slam 11 715 000 £ - Erba 128S/128Q/64D/16Q/48X Singolare - Doppio - Doppio misto | Vasek Pospisil Jack Sock 7–6(5), 6(3)–7, 6-4, 3-6, 7-5 | Bob Bryan Mike Bryan            | Grigor Dimitrov Milos Raonic        | Andy Murray Marin Čilić Stan Wawrinka Nick Kyrgios                  |
| 23 giugno 6 luglio | Torneo di Wimbledon 2014 Londra, Gran Bretagna Grande Slam 11 715 000 £ - Erba 128S/128Q/64D/16Q/48X Singolare - Doppio - Doppio misto | Nenad Zimonjić Samantha Stosur 6-4, 6-2                | Maks Mirny Chan Hao-ching       | Grigor Dimitrov Milos Raonic        | Andy Murray Marin Čilić Stan Wawrinka Nick Kyrgios                  |

### Luglio
| Settimana | Torneo | Campioni                                            | Finalisti                               | Semifinalisti                          | Eliminati nei quarti                                                      |
| --------- | --- | --------------------------------------------------- | --------------------------------------- | -------------------------------------- | ------------------------------------------------------------------------- |
| 7 luglio  | Campbell's Hall of Fame Tennis Champs 2014 Newport, Stati Uniti ATP World Tour 250 539 730 $ - Erba - 32S/32Q/16D Singolare - Doppio | Lleyton Hewitt 6-3, 64-7, 7–6(3)                    | Ivo Karlović                            | Jack Sock Samuel Groth                 | John Isner Steve Johnson Nicolas Mahut Dudi Sela                          |
| 7 luglio  | Campbell's Hall of Fame Tennis Champs 2014 Newport, Stati Uniti ATP World Tour 250 539 730 $ - Erba - 32S/32Q/16D Singolare - Doppio | Chris Guccione Lleyton Hewitt 7-5, 6-4              | Jonathan Erlich Rajeev Ram              | Jack Sock Samuel Groth                 | John Isner Steve Johnson Nicolas Mahut Dudi Sela                          |
| 7 luglio  | Mercedes Cup 2014 Stoccarda, Germania ATP World Tour 250 485 760 € - Terra rossa - 28S/32Q/16D Singolare - Doppio                    | Roberto Bautista Agut 6-3, 4-6, 6-2                 | Lukáš Rosol                             | Fabio Fognini Michail Južnyj           | Santiago Giraldo Guillermo García López Feliciano López Federico Delbonis |
| 7 luglio  | Mercedes Cup 2014 Stoccarda, Germania ATP World Tour 250 485 760 € - Terra rossa - 28S/32Q/16D Singolare - Doppio                    | Mateusz Kowalczyk Artem Sitak 2-6, 6-1, [10-7]      | Guillermo García López Philipp Oswald   | Fabio Fognini Michail Južnyj           | Santiago Giraldo Guillermo García López Feliciano López Federico Delbonis |
| 7 luglio  | Swedish Open 2014 Båstad, Svezia ATP World Tour 250 485 760 € - Terra rossa - 28S/32Q/16D Singolare - Doppio                         | Pablo Cuevas 6-2, 6-1                               | João Sousa                              | Carlos Berlocq Fernando Verdasco       | David Ferrer Dušan Lajović Pablo Carreño Busta Renzo Olivo                |
| 7 luglio  | Swedish Open 2014 Båstad, Svezia ATP World Tour 250 485 760 € - Terra rossa - 28S/32Q/16D Singolare - Doppio                         | Johan Brunström Nicholas Monroe 4-6, 7–6(5), [10-7] | Jérémy Chardy Oliver Marach             | Carlos Berlocq Fernando Verdasco       | David Ferrer Dušan Lajović Pablo Carreño Busta Renzo Olivo                |
| 14 luglio | Bet-at-home Open 2014 Amburgo, Germania ATP World Tour 500 1 322 150 € - Terra rossa - 48S/24Q/16D Singolare - Doppio                | Leonardo Mayer 6(3)–7, 6-1, 7–6(4)                  | David Ferrer                            | Alexander Zverev Philipp Kohlschreiber | Pablo Andújar Tobias Kamke Lukáš Rosol Dušan Lajović                      |
| 14 luglio | Bet-at-home Open 2014 Amburgo, Germania ATP World Tour 500 1 322 150 € - Terra rossa - 48S/24Q/16D Singolare - Doppio                | Marin Draganja Florin Mergea 6-4, 7-5               | Alexander Peya Bruno Soares             | Alexander Zverev Philipp Kohlschreiber | Pablo Andújar Tobias Kamke Lukáš Rosol Dušan Lajović                      |
| 14 luglio | Colombia Open 2014 Bogotà, Colombia ATP World Tour 250 755 625 $ - Cemento - 28S/32Q/16D Singolare - Doppio                          | Bernard Tomić 7–6(5), 3-6, 7–6(4)                   | Ivo Karlović                            | Víctor Estrella Burgos Radek Štěpánek  | Richard Gasquet Vasek Pospisil Alejandro González Jimmy Wang              |
| 14 luglio | Colombia Open 2014 Bogotà, Colombia ATP World Tour 250 755 625 $ - Cemento - 28S/32Q/16D Singolare - Doppio                          | Samuel Groth Chris Guccione 7–6(5), 6(3)–7, [11-9]  | Nicolás Barrientos Juan Sebastián Cabal | Víctor Estrella Burgos Radek Štěpánek  | Richard Gasquet Vasek Pospisil Alejandro González Jimmy Wang              |
| 21 luglio | Crédit Agricole Suisse Open Gstaad 2014 Gstaad, Svizzera ATP World Tour 250 485 760 € - Terra rossa - 28S/32Q/16D Singolare - Doppio | Pablo Andújar 6-3, 7-5                              | Juan Mónaco                             | Fernando Verdasco Robin Haase          | Michail Južnyj Thomaz Bellucci Viktor Troicki Marcel Granollers           |
| 21 luglio | Crédit Agricole Suisse Open Gstaad 2014 Gstaad, Svizzera ATP World Tour 250 485 760 € - Terra rossa - 28S/32Q/16D Singolare - Doppio | Andre Begemann Robin Haase 6-3, 6-4                 | Rameez Junaid Michal Mertiňák           | Fernando Verdasco Robin Haase          | Michail Južnyj Thomaz Bellucci Viktor Troicki Marcel Granollers           |
| 21 luglio | BB&T Atlanta Open 2014 Atlanta, Stati Uniti ATP World Tour 250 647 675 $ - Cemento - 28S/32Q/16D Singolare - Doppio                  | John Isner 6-3, 6-4                                 | Dudi Sela                               | Benjamin Becker Jack Sock              | Marinko Matosevic Lukáš Lacko Vasek Pospisil Thiemo de Bakker             |
| 21 luglio | BB&T Atlanta Open 2014 Atlanta, Stati Uniti ATP World Tour 250 647 675 $ - Cemento - 28S/32Q/16D Singolare - Doppio                  | Vasek Pospisil Jack Sock 6-3, 5-7, [10-5]           | Steve Johnson Sam Querrey               | Benjamin Becker Jack Sock              | Marinko Matosevic Lukáš Lacko Vasek Pospisil Thiemo de Bakker             |
| 21 luglio | Croatia Open Umag 2014 Umago, Croazia ATP World Tour 250 485 760 € - Terra rossa - 28S/32Q/16D Singolare - Doppio                    | Pablo Cuevas 6-3, 6-4                               | Tommy Robredo                           | Fabio Fognini Marin Čilić              | Borna Ćorić Tejmuraz Gabašvili Lukáš Rosol Pablo Carreño Busta            |
| 21 luglio | Croatia Open Umag 2014 Umago, Croazia ATP World Tour 250 485 760 € - Terra rossa - 28S/32Q/16D Singolare - Doppio                    | František Čermák Lukáš Rosol 6-4, 7–6(5)            | Dušan Lajović Franko Škugor             | Fabio Fognini Marin Čilić              | Borna Ćorić Tejmuraz Gabašvili Lukáš Rosol Pablo Carreño Busta            |
| 28 luglio | Washington Open 2014 Washington, Stati Uniti d'America ATP World Tour 500 1 654 295 $ - Cemento - 48S/24Q/16D Singolare - Doppio     | Milos Raonic 6-1, 6-4                               | Vasek Pospisil                          | Richard Gasquet Donald Young           | Santiago Giraldo Kei Nishikori Kevin Anderson Steve Johnson               |
| 28 luglio | Washington Open 2014 Washington, Stati Uniti d'America ATP World Tour 500 1 654 295 $ - Cemento - 48S/24Q/16D Singolare - Doppio     | Jean-Julien Rojer Horia Tecău 7-5, 6-4              | Samuel Groth Leander Paes               | Richard Gasquet Donald Young           | Santiago Giraldo Kei Nishikori Kevin Anderson Steve Johnson               |
| 28 luglio | Bet-at-home Cup Kitzbühel 2014 Kitzbühel, Austria ATP World Tour 250 485 760 € - Terra rossa - 28S/26Q/16D Singolare - Doppio        | David Goffin 4-6, 6-1, 6-3                          | Dominic Thiem                           | Máximo González Juan Mónaco            | Paolo Lorenzi Lukáš Rosol Andreas Seppi Marcel Granollers                 |
| 28 luglio | Bet-at-home Cup Kitzbühel 2014 Kitzbühel, Austria ATP World Tour 250 485 760 € - Terra rossa - 28S/26Q/16D Singolare - Doppio        | Henri Kontinen Jarkko Nieminen 6-1, 6-4             | Daniele Bracciali Andrej Golubev        | Máximo González Juan Mónaco            | Paolo Lorenzi Lukáš Rosol Andreas Seppi Marcel Granollers                 |

### Agosto
| Settimana             | Torneo | Campioni                                   | Finalisti                        | Semifinalisti                   | Eliminati ai quarti                                          |
| --------------------- | --- | ------------------------------------------ | -------------------------------- | ------------------------------- | ------------------------------------------------------------ |
| 4 agosto              | Canadian Open 2014 Toronto, Canada ATP World Tour Masters 1000 3 766 270 $ - Cemento - 56S/28Q/24D Singolare - Doppio           | Jo-Wilfried Tsonga 7-5, 7–6(3)             | Roger Federer                    | Grigor Dimitrov Feliciano López | Andy Murray Kevin Anderson Milos Raonic David Ferrer         |
| 4 agosto              | Canadian Open 2014 Toronto, Canada ATP World Tour Masters 1000 3 766 270 $ - Cemento - 56S/28Q/24D Singolare - Doppio           | Alexander Peya Bruno Soares 6-4, 6-3       | Ivan Dodig Marcelo Melo          | Grigor Dimitrov Feliciano López | Andy Murray Kevin Anderson Milos Raonic David Ferrer         |
| 11 agosto             | Cincinnati Open 2014 Cincinnati, Stati Uniti ATP World Tour Masters 1000 4 017 355 $ - Cemento - 56S/28Q/24D Singolare - Doppio | Roger Federer 6-3, 1-6, 6-2                | David Ferrer                     | Julien Benneteau Milos Raonic   | Tommy Robredo Stan Wawrinka Fabio Fognini Andy Murray        |
| 11 agosto             | Cincinnati Open 2014 Cincinnati, Stati Uniti ATP World Tour Masters 1000 4 017 355 $ - Cemento - 56S/28Q/24D Singolare - Doppio | Bob Bryan Mike Bryan 6-3, 6-2              | Vasek Pospisil Jack Sock         | Julien Benneteau Milos Raonic   | Tommy Robredo Stan Wawrinka Fabio Fognini Andy Murray        |
| 18 agosto             | Winston-Salem Open 2014 Winston-Salem, Stati Uniti ATP World Tour 250 683 705 $ - Cemento - 48S/32Q/16D Singolare - Doppio      | Lukáš Rosol 3–6, 7–6(3), 7–5               | Jerzy Janowicz                   | Lu Yen-hsun Sam Querrey         | John Isner Andreas Seppi David Goffin Guillermo García López |
| 18 agosto             | Winston-Salem Open 2014 Winston-Salem, Stati Uniti ATP World Tour 250 683 705 $ - Cemento - 48S/32Q/16D Singolare - Doppio      | Juan Sebastián Cabal Robert Farah 6–3, 6–4 | Jamie Murray John Peers          | Lu Yen-hsun Sam Querrey         | John Isner Andreas Seppi David Goffin Guillermo García López |
| 25 agosto 8 settembre | US Open 2014 New York, Stati Uniti Grande Slam 38 251 760 $ - Cemento 128S/128Q/64D/32X Singolare - Doppio - Doppio misto       | Marin Čilić 6-3, 6-3, 6-3                  | Kei Nishikori                    | Novak Đoković Roger Federer     | Andy Murray Stan Wawrinka Tomáš Berdych Gaël Monfils         |
| 25 agosto 8 settembre | US Open 2014 New York, Stati Uniti Grande Slam 38 251 760 $ - Cemento 128S/128Q/64D/32X Singolare - Doppio - Doppio misto       | Bob Bryan Mike Bryan 6-3, 6-4              | Marcel Granollers Marc López     | Novak Đoković Roger Federer     | Andy Murray Stan Wawrinka Tomáš Berdych Gaël Monfils         |
| 25 agosto 8 settembre | US Open 2014 New York, Stati Uniti Grande Slam 38 251 760 $ - Cemento 128S/128Q/64D/32X Singolare - Doppio - Doppio misto       | Sania Mirza Bruno Soares 6-1, 2-6, [11-9]  | Abigail Spears Santiago González | Novak Đoković Roger Federer     | Andy Murray Stan Wawrinka Tomáš Berdych Gaël Monfils         |

### Settembre
| Settimana    | Torneo | Campioni                                                    | Finalisti                            | Semifinalisti                   | Eliminati ai quarti                                                        |
| ------------ | --- | ----------------------------------------------------------- | ------------------------------------ | ------------------------------- | -------------------------------------------------------------------------- |
| 8 settembre  | Semifinali Coppa Davis 2014 Parigi, Francia - Terra rossa Ginevra, Svizzera - Cemento (i)                                   | Vincitori Semifinali Francia 4-1 Svizzera 3-2               | Perdenti Semifinali Rep. Ceca Italia |                                 |                                                                            |
| 15 settembre | Moselle Open 2014 Metz, Francia ATP World Tour 250 485 760 € - Cemento indoor - 28S/32Q/16D Singolare - Doppio              | David Goffin 6-4, 6-3                                       | João Sousa                           | Jan-Lennard Struff Gaël Monfils | Jo-Wilfried Tsonga Philipp Kohlschreiber Paul-Henri Mathieu Jerzy Janowicz |
| 15 settembre | Moselle Open 2014 Metz, Francia ATP World Tour 250 485 760 € - Cemento indoor - 28S/32Q/16D Singolare - Doppio              | Mariusz Fyrstenberg Marcin Matkowski 6(3)–7, 6–3, [10–8]    | Marin Draganja Henri Kontinen        | Jan-Lennard Struff Gaël Monfils | Jo-Wilfried Tsonga Philipp Kohlschreiber Paul-Henri Mathieu Jerzy Janowicz |
| 23 settembre | Shenzhen Open 2014 Shenzhen, Cina ATP World Tour 250 655 955 $ - Cemento indoor - 28S/32Q/16D Singolare - Doppio            | Andy Murray 5-7, 7–6(9), 6-1                                | Tommy Robredo                        | Santiago Giraldo Juan Mónaco    | Viktor Troicki Andreas Seppi Richard Gasquet Lukáš Lacko                   |
| 23 settembre | Shenzhen Open 2014 Shenzhen, Cina ATP World Tour 250 655 955 $ - Cemento indoor - 28S/32Q/16D Singolare - Doppio            | Jean-Julien Rojer Horia Tecău 6-4, 7–6(4)                   | Samuel Groth Chris Guccione          | Santiago Giraldo Juan Mónaco    | Viktor Troicki Andreas Seppi Richard Gasquet Lukáš Lacko                   |
| 23 settembre | Malaysian Open 2014 Kuala Lumpur, Malaysia ATP World Tour 250 1 022 255 $ - Cemento indoor - 28S/16S/16D Singolare - Doppio | Kei Nishikori 7–6(4), 6-4                                   | Julien Benneteau                     | Jarkko Nieminen Ernests Gulbis  | Marinko Matosevic Pablo Andújar Pablo Cuevas Benjamin Becker               |
| 23 settembre | Malaysian Open 2014 Kuala Lumpur, Malaysia ATP World Tour 250 1 022 255 $ - Cemento indoor - 28S/16S/16D Singolare - Doppio | Marcin Matkowski Leander Paes 3–6, 7–6(5), [10–5]           | Jamie Murray John Peers              | Jarkko Nieminen Ernests Gulbis  | Marinko Matosevic Pablo Andújar Pablo Cuevas Benjamin Becker               |
| 29 settembre | China Open 2014 Pechino, Cina ATP World Tour 500 3 755 065 $ - Cemento - 32S/16Q/16D Singolare - Doppio                     | Novak Đoković 6-0, 6-2                                      | Tomáš Berdych                        | Andy Murray Martin Kližan       | Grigor Dimitrov Marin Čilić John Isner Rafael Nadal                        |
| 29 settembre | China Open 2014 Pechino, Cina ATP World Tour 500 3 755 065 $ - Cemento - 32S/16Q/16D Singolare - Doppio                     | Jean-Julien Rojer Horia Tecău 6(6)–7, 7-5, [10-5]           | Julien Benneteau Vasek Pospisil      | Andy Murray Martin Kližan       | Grigor Dimitrov Marin Čilić John Isner Rafael Nadal                        |
| 29 settembre | Japan Open Tennis Champs 2014 Tokyo, Giappone ATP World Tour 500 1 373 420 $ - Cemento - 32S/16Q/16D Singolare - Doppio     | Kei Nishikori 7–6(5), 4-6, 6-4                              | Milos Raonic                         | Benjamin Becker Gilles Simon    | Jack Sock Jérémy Chardy Denis Istomin Steve Johnson                        |
| 29 settembre | Japan Open Tennis Champs 2014 Tokyo, Giappone ATP World Tour 500 1 373 420 $ - Cemento - 32S/16Q/16D Singolare - Doppio     | Pierre-Hugues Herbert Michał Przysiężny 6-3, 6(3)–7, [10-5] | Ivan Dodig Marcelo Melo              | Benjamin Becker Gilles Simon    | Jack Sock Jérémy Chardy Denis Istomin Steve Johnson                        |

### Ottobre
| Settimana  | Torneo | Campioni                                             | Finalisti                               | Semifinalisti                        | Eliminati ai quarti                                              |
| ---------- | --- | ---------------------------------------------------- | --------------------------------------- | ------------------------------------ | ---------------------------------------------------------------- |
| 6 ottobre  | Shanghai Masters 2014 Shanghai, Cina ATP World Tour Masters 1000 6 521 695 $ - Cemento - 56S/28Q/24D Singolare - Doppio      | Roger Federer 7–6(6), 7–6(2)                         | Gilles Simon                            | Novak Đoković Feliciano López        | David Ferrer Julien Benneteau Tomáš Berdych Michail Južnyj       |
| 6 ottobre  | Shanghai Masters 2014 Shanghai, Cina ATP World Tour Masters 1000 6 521 695 $ - Cemento - 56S/28Q/24D Singolare - Doppio      | Bob Bryan Mike Bryan 6-3, 7–6(3)                     | Julien Benneteau Édouard Roger-Vasselin | Novak Đoković Feliciano López        | David Ferrer Julien Benneteau Tomáš Berdych Michail Južnyj       |
| 13 ottobre | Kremlin Cup 2014 Mosca, Russia ATP World Tour 250 855 490 $ - Cemento indoor - 28S/32Q/16D Singolare - Doppio                | Marin Čilić 6-4, 6-4                                 | Roberto Bautista Agut                   | Ernests Gulbis Michail Kukuškin      | Ričardas Berankis Andreas Seppi Michail Južnyj Tommy Robredo     |
| 13 ottobre | Kremlin Cup 2014 Mosca, Russia ATP World Tour 250 855 490 $ - Cemento indoor - 28S/32Q/16D Singolare - Doppio                | František Čermák Jiří Veselý 7–6(2), 7-5             | Samuel Groth Chris Guccione             | Ernests Gulbis Michail Kukuškin      | Ričardas Berankis Andreas Seppi Michail Južnyj Tommy Robredo     |
| 13 ottobre | Stockholm Open 2014 Stoccolma, Svezia ATP World Tour 250 593 705 € - Cemento indoor - 28S/32Q/16D Singolare - Doppio         | Tomáš Berdych 5-7, 6-4, 6-4                          | Grigor Dimitrov                         | Matthias Bachinger Bernard Tomić     | Marius Copil Adrian Mannarino Fernando Verdasco Jack Sock        |
| 13 ottobre | Stockholm Open 2014 Stoccolma, Svezia ATP World Tour 250 593 705 € - Cemento indoor - 28S/32Q/16D Singolare - Doppio         | Eric Butorac Raven Klaasen 6-4, 6-3                  | Treat Conrad Huey Jack Sock             | Matthias Bachinger Bernard Tomić     | Marius Copil Adrian Mannarino Fernando Verdasco Jack Sock        |
| 13 ottobre | Vienna Open 2014 Vienna, Austria ATP World Tour 250 593 705 € - Cemento indoor - 28S/32Q/16D Singolare - Doppio              | Andy Murray 5–7, 6–2, 7–5                            | David Ferrer                            | Philipp Kohlschreiber Viktor Troicki | Ivo Karlović Benjamin Becker Thomaz Bellucci Jan-Lennard Struff  |
| 13 ottobre | Vienna Open 2014 Vienna, Austria ATP World Tour 250 593 705 € - Cemento indoor - 28S/32Q/16D Singolare - Doppio              | Jürgen Melzer Philipp Petzschner 7–6(6), 4–6, [10-7] | Andre Begemann Julian Knowle            | Philipp Kohlschreiber Viktor Troicki | Ivo Karlović Benjamin Becker Thomaz Bellucci Jan-Lennard Struff  |
| 20 ottobre | Valencia Open 500 2014 Valencia, Spagna ATP World Tour 500 2 204 230 € - Cemento indoor - 32S/16Q/16D Singolare - Doppio     | Andy Murray 3-6, 7–6(7), 7–6(8)                      | Tommy Robredo                           | David Ferrer Jérémy Chardy           | Thomaz Bellucci Kevin Anderson Pablo Carreño Busta Pablo Andújar |
| 20 ottobre | Valencia Open 500 2014 Valencia, Spagna ATP World Tour 500 2 204 230 € - Cemento indoor - 32S/16Q/16D Singolare - Doppio     | Jean-Julien Rojer Horia Tecău 6-4, 6-2               | Kevin Anderson Jérémy Chardy            | David Ferrer Jérémy Chardy           | Thomaz Bellucci Kevin Anderson Pablo Carreño Busta Pablo Andújar |
| 20 ottobre | Swiss Indoors Basel 2014 Basilea, Svizzera ATP World Tour 500 1 915 060 € - Cemento indoor - 32S/16Q/16D Singolare - Doppio  | Roger Federer 6-2, 6-2                               | David Goffin                            | Ivo Karlović Borna Ćorić             | Grigor Dimitrov Benjamin Becker Milos Raonic Rafael Nadal        |
| 20 ottobre | Swiss Indoors Basel 2014 Basilea, Svizzera ATP World Tour 500 1 915 060 € - Cemento indoor - 32S/16Q/16D Singolare - Doppio  | Vasek Pospisil Nenad Zimonjić 7–6(13), 1-6, [10-5]   | Marin Draganja Henri Kontinen           | Ivo Karlović Borna Ćorić             | Grigor Dimitrov Benjamin Becker Milos Raonic Rafael Nadal        |
| 27 ottobre | Paris Masters 2014 Parigi, Francia ATP World Tour Masters 1000 3 452 415 $ - Cemento indoor - 48S/24Q/24D Singolare - Doppio | Novak Đoković 6-2, 6-3                               | Milos Raonic                            | Kei Nishikori Tomáš Berdych          | Andy Murray David Ferrer Kevin Anderson Roger Federer            |
| 27 ottobre | Paris Masters 2014 Parigi, Francia ATP World Tour Masters 1000 3 452 415 $ - Cemento indoor - 48S/24Q/24D Singolare - Doppio | Bob Bryan Mike Bryan 7–6(5), 5–7, [10–6]             | Marcin Matkowski Jürgen Melzer          | Kei Nishikori Tomáš Berdych          | Andy Murray David Ferrer Kevin Anderson Roger Federer            |

### Novembre
| Settimana              | Torneo | Campioni                                 | Finalisti               | Semifinalisti               | Eliminati ai quarti                                                                                      |
| ---------------------- | --- | ---------------------------------------- | ----------------------- | --------------------------- | --- |
| 9 novembre 16 novembre | Barclays ATP World Tour Finals 2014 Londra, Gran Bretagna ATP World Tour Finals 6 000 000 $ - Cemento indoor - 8S/8D (RR) Singolare - Doppio | Novak Đoković Walkover                   | Roger Federer           | Kei Nishikori Stan Wawrinka | Round Robin Gruppo A Tomáš Berdych Marin Čilić Gruppo B Andy Murray Milos Raonic (ritirato) David Ferrer |
| 9 novembre 16 novembre | Barclays ATP World Tour Finals 2014 Londra, Gran Bretagna ATP World Tour Finals 6 000 000 $ - Cemento indoor - 8S/8D (RR) Singolare - Doppio | Bob Bryan Mike Bryan 6(5)–7, 6-2, [10-7] | Ivan Dodig Marcelo Melo | Kei Nishikori Stan Wawrinka | Round Robin Gruppo A Tomáš Berdych Marin Čilić Gruppo B Andy Murray Milos Raonic (ritirato) David Ferrer |
| 21-23 novembre         | Finale Coppa Davis 2014 | Finale Svizzera 3-1                      | Francia                 |                             | |

## Informazioni statistiche

### Titoli vinti per giocatore
| Titoli | Giocatore              | S | D | X | S | D | S | D | S | D | S | D | S | D  | X |
| ------ | ---------------------- | - | - | - | - | - | - | - | - | - | - | - | - | -- | - |
| 10     | Bob Bryan              |   | ● |   |   | ● |   | ● |   |   |   | ● | 0 | 10 | 0 |
| 10     | Mike Bryan             |   | ● |   |   | ● |   | ● |   |   |   | ● | 0 | 10 | 0 |
| 9      | Jean-Julien Rojer      |   |   | ● |   |   |   |   |   | ● |   | ● | 0 | 8  | 1 |
| 8      | Horia Tecău            |   |   |   |   |   |   |   |   | ● |   | ● | 0 | 8  | 0 |
| 7      | Novak Đoković          | ● |   |   | ● |   | ● |   | ● |   |   |   | 7 | 0  | 0 |
| 5      | Nenad Zimonjić         |   |   | ● |   |   |   | ● |   | ● |   | ● | 0 | 4  | 1 |
| 5      | Daniel Nestor          |   |   | ● |   |   |   | ● |   |   |   | ● | 0 | 4  | 1 |
| 5      | Roger Federer          |   |   |   |   |   | ● |   | ● |   | ● |   | 5 | 0  | 0 |
| 4      | Rafael Nadal           | ● |   |   |   |   | ● |   | ● |   | ● |   | 4 | 0  | 0 |
| 4      | Marin Čilić            | ● |   |   |   |   |   |   |   |   | ● |   | 4 | 0  | 0 |
| 4      | Kei Nishikori          |   |   |   |   |   |   |   | ● |   | ● |   | 4 | 0  | 0 |
| 3      | Stan Wawrinka          | ● |   |   |   |   | ● |   |   |   | ● |   | 3 | 0  | 0 |
| 3      | Bruno Soares           |   |   | ● |   |   |   | ● |   |   |   | ● | 0 | 2  | 1 |
| 3      | Vasek Pospisil         |   | ● |   |   |   |   |   |   | ● |   | ● | 0 | 3  | 0 |
| 3      | Grigor Dimitrov        |   |   |   |   |   |   |   | ● |   | ● |   | 3 | 0  | 0 |
| 3      | Andy Murray            |   |   |   |   |   |   |   | ● |   | ● |   | 3 | 0  | 0 |
| 3      | Tomáš Berdych          |   |   |   |   |   |   |   | ● |   | ● | ● | 2 | 1  | 0 |
| 3      | Lleyton Hewitt         |   |   |   |   |   |   |   |   |   | ● | ● | 2 | 1  | 0 |
| 2      | Julien Benneteau       |   | ● |   |   |   |   |   |   |   |   | ● | 0 | 2  | 0 |
| 2      | Édouard Roger-Vasselin |   | ● |   |   |   |   |   |   |   |   | ● | 0 | 2  | 0 |
| 2      | Jack Sock              |   | ● |   |   |   |   |   |   |   |   | ● | 0 | 2  | 0 |
| 2      | Alexander Peya         |   |   |   |   |   |   | ● |   |   |   | ● | 0 | 2  | 0 |
| 2      | Juan Sebastián Cabal   |   |   |   |   |   |   |   |   | ● |   | ● | 0 | 2  | 0 |
| 2      | Robert Farah           |   |   |   |   |   |   |   |   | ● |   | ● | 0 | 2  | 0 |
| 2      | Florin Mergea          |   |   |   |   |   |   |   |   | ● |   | ● | 0 | 2  | 0 |
| 2      | Roberto Bautista Agut  |   |   |   |   |   |   |   |   |   | ● |   | 2 | 0  | 0 |
| 2      | Pablo Cuevas           |   |   |   |   |   |   |   |   |   | ● |   | 2 | 0  | 0 |
| 2      | David Goffin           |   |   |   |   |   |   |   |   |   | ● |   | 2 | 0  | 0 |
| 2      | Ernests Gulbis         |   |   |   |   |   |   |   |   |   | ● |   | 2 | 0  | 0 |
| 2      | John Isner             |   |   |   |   |   |   |   |   |   | ● |   | 2 | 0  | 0 |
| 2      | Feliciano López        |   |   |   |   |   |   |   |   |   | ● |   | 2 | 0  | 0 |
| 2      | Guillermo García López |   |   |   |   |   |   |   |   |   | ● | ● | 1 | 1  | 0 |
| 2      | Martin Kližan          |   |   |   |   |   |   |   |   |   | ● | ● | 1 | 1  | 0 |
| 2      | Lukáš Rosol            |   |   |   |   |   |   |   |   |   | ● | ● | 1 | 1  | 0 |
| 2      | Andre Begemann         |   |   |   |   |   |   |   |   |   |   | ● | 0 | 2  | 0 |
| 2      | Johan Brunström        |   |   |   |   |   |   |   |   |   |   | ● | 0 | 2  | 0 |
| 2      | Eric Butorac           |   |   |   |   |   |   |   |   |   |   | ● | 0 | 2  | 0 |
| 2      | František Čermák       |   |   |   |   |   |   |   |   |   |   | ● | 0 | 2  | 0 |
| 2      | Mariusz Fyrstenberg    |   |   |   |   |   |   |   |   |   |   | ● | 0 | 2  | 0 |
| 2      | Santiago González      |   |   |   |   |   |   |   |   |   |   | ● | 0 | 2  | 0 |
| 2      | Chris Guccione         |   |   |   |   |   |   |   |   |   |   | ● | 0 | 2  | 0 |
| 2      | Raven Klaasen          |   |   |   |   |   |   |   |   |   |   | ● | 0 | 2  | 0 |
| 2      | Julian Knowle          |   |   |   |   |   |   |   |   |   |   | ● | 0 | 2  | 0 |
| 2      | Scott Lipsky           |   |   |   |   |   |   |   |   |   |   | ● | 0 | 2  | 0 |
| 2      | Oliver Marach          |   |   |   |   |   |   |   |   |   |   | ● | 0 | 2  | 0 |
| 2      | Marcin Matkowski       |   |   |   |   |   |   |   |   |   |   | ● | 0 | 2  | 0 |
| 2      | Philipp Oswald         |   |   |   |   |   |   |   |   |   |   | ● | 0 | 2  | 0 |
| 1      | Łukasz Kubot           |   | ● |   |   |   |   |   |   |   |   |   | 0 | 1  | 0 |
| 1      | Robert Lindstedt       |   | ● |   |   |   |   |   |   |   |   |   | 0 | 1  | 0 |
| 1      | Jo-Wilfried Tsonga     |   |   |   |   |   | ● |   |   |   |   |   | 1 | 0  | 0 |
| 1      | Leonardo Mayer         |   |   |   |   |   |   |   | ● |   |   |   | 1 | 0  | 0 |
| 1      | Milos Raonic           |   |   |   |   |   |   |   | ● |   |   |   | 1 | 0  | 0 |
| 1      | Kevin Anderson         |   |   |   |   |   |   |   |   | ● |   |   | 0 | 1  | 0 |
| 1      | Rohan Bopanna          |   |   |   |   |   |   |   |   | ● |   |   | 0 | 1  | 0 |
| 1      | Marin Draganja         |   |   |   |   |   |   |   |   | ● |   |   | 0 | 1  | 0 |
| 1      | Matthew Ebden          |   |   |   |   |   |   |   |   | ● |   |   | 0 | 1  | 0 |
| 1      | Pierre-Hugues Herbert  |   |   |   |   |   |   |   |   | ● |   |   | 0 | 1  | 0 |
| 1      | Jesse Huta Galung      |   |   |   |   |   |   |   |   | ● |   |   | 0 | 1  | 0 |
| 1      | Michaël Llodra         |   |   |   |   |   |   |   |   | ● |   |   | 0 | 1  | 0 |
| 1      | Nicolas Mahut          |   |   |   |   |   |   |   |   | ● |   |   | 0 | 1  | 0 |
| 1      | Michał Przysiężny      |   |   |   |   |   |   |   |   | ● |   |   | 0 | 1  | 0 |
| 1      | Aisam-ul-Haq Qureshi   |   |   |   |   |   |   |   |   | ● |   |   | 0 | 1  | 0 |
| 1      | Stéphane Robert        |   |   |   |   |   |   |   |   | ● |   |   | 0 | 1  | 0 |
| 1      | Pablo Andújar          |   |   |   |   |   |   |   |   |   | ● |   | 1 | 0  | 0 |
| 1      | Carlos Berlocq         |   |   |   |   |   |   |   |   |   | ● |   | 1 | 0  | 0 |
| 1      | Federico Delbonis      |   |   |   |   |   |   |   |   |   | ● |   | 1 | 0  | 0 |
| 1      | Juan Martín del Potro  |   |   |   |   |   |   |   |   |   | ● |   | 1 | 0  | 0 |
| 1      | David Ferrer           |   |   |   |   |   |   |   |   |   | ● |   | 1 | 0  | 0 |
| 1      | Fabio Fognini          |   |   |   |   |   |   |   |   |   | ● |   | 1 | 0  | 0 |
| 1      | Philipp Kohlschreiber  |   |   |   |   |   |   |   |   |   | ● |   | 1 | 0  | 0 |
| 1      | Gaël Monfils           |   |   |   |   |   |   |   |   |   | ● |   | 1 | 0  | 0 |
| 1      | Bernard Tomić          |   |   |   |   |   |   |   |   |   | ● |   | 1 | 0  | 0 |
| 1      | Fernando Verdasco      |   |   |   |   |   |   |   |   |   | ● |   | 1 | 0  | 0 |
| 1      | Nikolaj Davydenko      |   |   |   |   |   |   |   |   |   |   | ● | 0 | 1  | 0 |
| 1      | Marcel Granollers      |   |   |   |   |   |   |   |   |   |   | ● | 0 | 1  | 0 |
| 1      | Samuel Groth           |   |   |   |   |   |   |   |   |   |   | ● | 0 | 1  | 0 |
| 1      | Jan Hájek              |   |   |   |   |   |   |   |   |   |   | ● | 0 | 1  | 0 |
| 1      | Robin Haase            |   |   |   |   |   |   |   |   |   |   | ● | 0 | 1  | 0 |
| 1      | Treat Conrad Huey      |   |   |   |   |   |   |   |   |   |   | ● | 0 | 1  | 0 |
| 1      | Dominic Inglot         |   |   |   |   |   |   |   |   |   |   | ● | 0 | 1  | 0 |
| 1      | Denis Istomin          |   |   |   |   |   |   |   |   |   |   | ● | 0 | 1  | 0 |
| 1      | Henri Kontinen         |   |   |   |   |   |   |   |   |   |   | ● | 0 | 1  | 0 |
| 1      | Mateusz Kowalczyk      |   |   |   |   |   |   |   |   |   |   | ● | 0 | 1  | 0 |
| 1      | Marc López             |   |   |   |   |   |   |   |   |   |   | ● | 0 | 1  | 0 |
| 1      | Marcelo Melo           |   |   |   |   |   |   |   |   |   |   | ● | 0 | 1  | 0 |
| 1      | Jürgen Melzer          |   |   |   |   |   |   |   |   |   |   | ● | 0 | 1  | 0 |
| 1      | Nicholas Monroe        |   |   |   |   |   |   |   |   |   |   | ● | 0 | 1  | 0 |
| 1      | Jamie Murray           |   |   |   |   |   |   |   |   |   |   | ● | 0 | 1  | 0 |
| 1      | Frederik Nielsen       |   |   |   |   |   |   |   |   |   |   | ● | 0 | 1  | 0 |
| 1      | Jarkko Nieminen        |   |   |   |   |   |   |   |   |   |   | ● | 0 | 1  | 0 |
| 1      | Leander Paes           |   |   |   |   |   |   |   |   |   |   | ● | 0 | 1  | 0 |
| 1      | John Peers             |   |   |   |   |   |   |   |   |   |   | ● | 0 | 1  | 0 |
| 1      | Philipp Petzschner     |   |   |   |   |   |   |   |   |   |   | ● | 0 | 1  | 0 |
| 1      | Artem Sitak            |   |   |   |   |   |   |   |   |   |   | ● | 0 | 1  | 0 |
| 1      | Jiří Veselý            |   |   |   |   |   |   |   |   |   |   | ● | 0 | 1  | 0 |

### Titoli vinti per nazione
| Totale | Nazione       | S | D | M | S | D | S | D | S | D | S  | D | S  | D  | M |
| ------ | ------------- | - | - | - | - | - | - | - | - | - | -- | - | -- | -- | - |
| 19     | Stati Uniti   |   | 2 |   |   | 1 |   | 6 |   |   | 2  | 8 | 2  | 17 | 0 |
| 15     | Spagna        | 1 |   |   |   |   | 1 |   | 1 |   | 10 | 2 | 13 | 2  | 0 |
| 12     | Serbia        | 1 |   | 1 | 1 |   | 4 | 2 | 1 | 1 |    | 1 | 7  | 4  | 1 |
| 11     | Paesi Bassi   |   |   | 1 |   |   |   |   |   | 4 |    | 6 | 0  | 10 | 1 |
| 10     | Romania       |   |   |   |   |   |   |   |   | 4 |    | 6 | 0  | 10 | 0 |
| 9      | Canada        |   | 1 | 1 |   |   |   | 2 | 1 | 1 |    | 3 | 1  | 7  | 1 |
| 8      | Svizzera      | 1 |   |   |   |   | 3 |   | 2 |   | 2  |   | 8  | 0  | 0 |
| 8      | Austria       |   |   |   |   |   |   | 1 |   |   |    | 7 | 0  | 8  | 0 |
| 7      | Francia       |   | 1 |   |   |   | 1 |   |   | 3 | 1  | 1 | 2  | 5  | 0 |
| 6      | Polonia       |   | 1 |   |   |   |   |   |   | 1 |    | 4 | 0  | 6  | 0 |
| 6      | Rep. Ceca     |   |   |   |   |   |   |   | 1 |   | 2  | 3 | 3  | 3  | 0 |
| 6      | Australia     |   |   |   |   |   |   |   |   | 1 | 2  | 3 | 2  | 4  | 0 |
| 5      | Croazia       | 1 |   |   |   |   |   |   |   | 1 | 2  |   | 4  | 1  | 0 |
| 5      | Regno Unito   |   |   |   |   |   |   |   | 1 |   | 2  | 2 | 3  | 2  | 0 |
| 4      | Brasile       |   |   | 1 |   |   |   | 1 |   |   |    | 2 | 0  | 3  | 1 |
| 4      | Giappone      |   |   |   |   |   |   |   | 2 |   | 2  |   | 4  | 0  | 0 |
| 4      | Argentina     |   |   |   |   |   |   |   | 1 |   | 3  |   | 4  | 0  | 0 |
| 4      | Germania      |   |   |   |   |   |   |   |   |   | 1  | 3 | 1  | 3  | 0 |
| 3      | Svezia        |   | 1 |   |   |   |   |   |   |   |    | 2 | 0  | 3  | 0 |
| 3      | Bulgaria      |   |   |   |   |   |   |   | 1 |   | 2  |   | 3  | 0  | 0 |
| 3      | Sudafrica     |   |   |   |   |   |   |   |   | 1 |    | 2 | 0  | 3  | 0 |
| 2      | Colombia      |   |   |   |   |   |   |   |   | 1 |    | 1 | 0  | 2  | 0 |
| 2      | India         |   |   |   |   |   |   |   |   | 1 |    | 1 | 0  | 2  | 0 |
| 2      | Belgio        |   |   |   |   |   |   |   |   |   | 2  |   | 2  | 0  | 0 |
| 2      | Lettonia      |   |   |   |   |   |   |   |   |   | 2  |   | 2  | 0  | 0 |
| 2      | Uruguay       |   |   |   |   |   |   |   |   |   | 2  |   | 2  | 0  | 0 |
| 2      | Slovacchia    |   |   |   |   |   |   |   |   |   | 1  | 1 | 1  | 1  | 0 |
| 2      | Messico       |   |   |   |   |   |   |   |   |   |    | 2 | 0  | 2  | 0 |
| 1      | Pakistan      |   |   |   |   |   |   |   |   | 1 |    |   | 0  | 1  | 0 |
| 1      | Italia        |   |   |   |   |   |   |   |   |   | 1  |   | 1  | 0  | 0 |
| 1      | Danimarca     |   |   |   |   |   |   |   |   |   |    | 1 | 0  | 1  | 0 |
| 1      | Finlandia     |   |   |   |   |   |   |   |   |   |    | 1 | 0  | 1  | 0 |
| 1      | Nuova Zelanda |   |   |   |   |   |   |   |   |   |    | 1 | 0  | 1  | 0 |
| 1      | Filippine     |   |   |   |   |   |   |   |   |   |    | 1 | 0  | 1  | 0 |
| 1      | Russia        |   |   |   |   |   |   |   |   |   |    | 1 | 0  | 1  | 0 |
| 1      | Uzbekistan    |   |   |   |   |   |   |   |   |   |    | 1 | 0  | 1  | 0 |

### Informazioni sui titoli
I giocatori sottoelencati hanno vinto il loro primo titolo in carriera in singolo, doppio o in doppio misto:
- Jan Hájek – Doha (doppio)
- Juan Sebastián Cabal – Rio de Janeiro (doppio)
- Robert Farah – Rio de Janeiro (doppio)
- Kevin Anderson – Acapulco (doppio)
- Federico Delbonis – São Paulo (singolare)
- Philipp Oswald – São Paulo (doppio)
- Jesse Huta Galung – Barcelona (doppio)
- Stéphane Robert – Barcelona (doppio)
- Jean-Julien Rojer – Open di Francia (doppio misto)
- Roberto Bautista Agut – 's-Hertogenbosch (singolare)
- Vasek Pospisil - Wimbledon (doppio)
- Mateusz Kowalczyk - Stuttgart (doppio)
- Artem Sitak - Stuttgart (doppio)
- Pablo Cuevas – Båstad (singolare)
- Leonardo Mayer – Amburgo (singolare)
- Marin Draganja – Amburgo (doppio)
- Samuel Groth - Bogota (doppio)
- David Goffin – Kitzbühel (singolare)
- Henri Kontinen - Kitzbühel (doppio)
- Pierre-Hugues Herbert – Tokyo (doppio)
- Michał Przysiężny – Tokyo (doppio)
- Jiří Veselý – Mosca (doppio)

I seguenti giocatori hanno difeso un titolo conquistato nel 2013 in singolo, doppio o doppio misto:
- Marin Čilić – Zagrebria (singolare)
- David Ferrer – Buenos Aires (singolare)
- Kei Nishikori – Memphis (singolare)
- Bob Bryan – Indian Wells (doppio), Cincinnati (doppio), Parigi (doppio)
- Mike Bryan – Indian Wells (doppio), Cincinnati (doppio), Parigi (doppio)
- Horia Tecău – Bucarest (doppio), 's-Hertogenbosch (doppio), Pechino (doppio)
- Santiago González – Oeiras (doppio)
- Scott Lipsky – Oeiras (doppio)
- Rafael Nadal – Madrid (singolare), Open di Francia (singolare)
- Roger Federer – Halle (singolare)
- Feliciano López – Eastbourne (singolare)
- Alexander Peya – Open del Canada (doppio)
- Bruno Soares – Open del Canada (doppio)
- Novak Đoković – Pechino (singolare), Parigi (singolare), ATP World Tour Finals (singolare)

## Ritiri e ritorni
I seguenti giocatori hanno annunciato il loro ritiro dal tennis professionistico durante il 2014:
- Mahesh Bhupathi
- Paul Capdeville
- Nikolaj Davydenko
- Rik De Voest
- Alessio di Mauro
- Marc Gicquel
- Paul Hanley
- Ross Hutchins
- Michaël Llodra
- Björn Phau
- Andy Ram
- Olivier Rochus

I seguenti giocatori sono tornati a giocare una partita ufficiale durante il 2014:
- Francisco Roig
- Patrick Rafter
- Sándor Noszály